# San Martino al Tagliamento
San Martino al Tagliamento – miejscowość i gmina we Włoszech, w regionie Friuli-Wenecja Julijska, w prowincji Pordenone.
Według danych na rok 2004 gminę zamieszkiwało 1335 osób, 78,5 os./km².